# Museu Nacional da Coreia

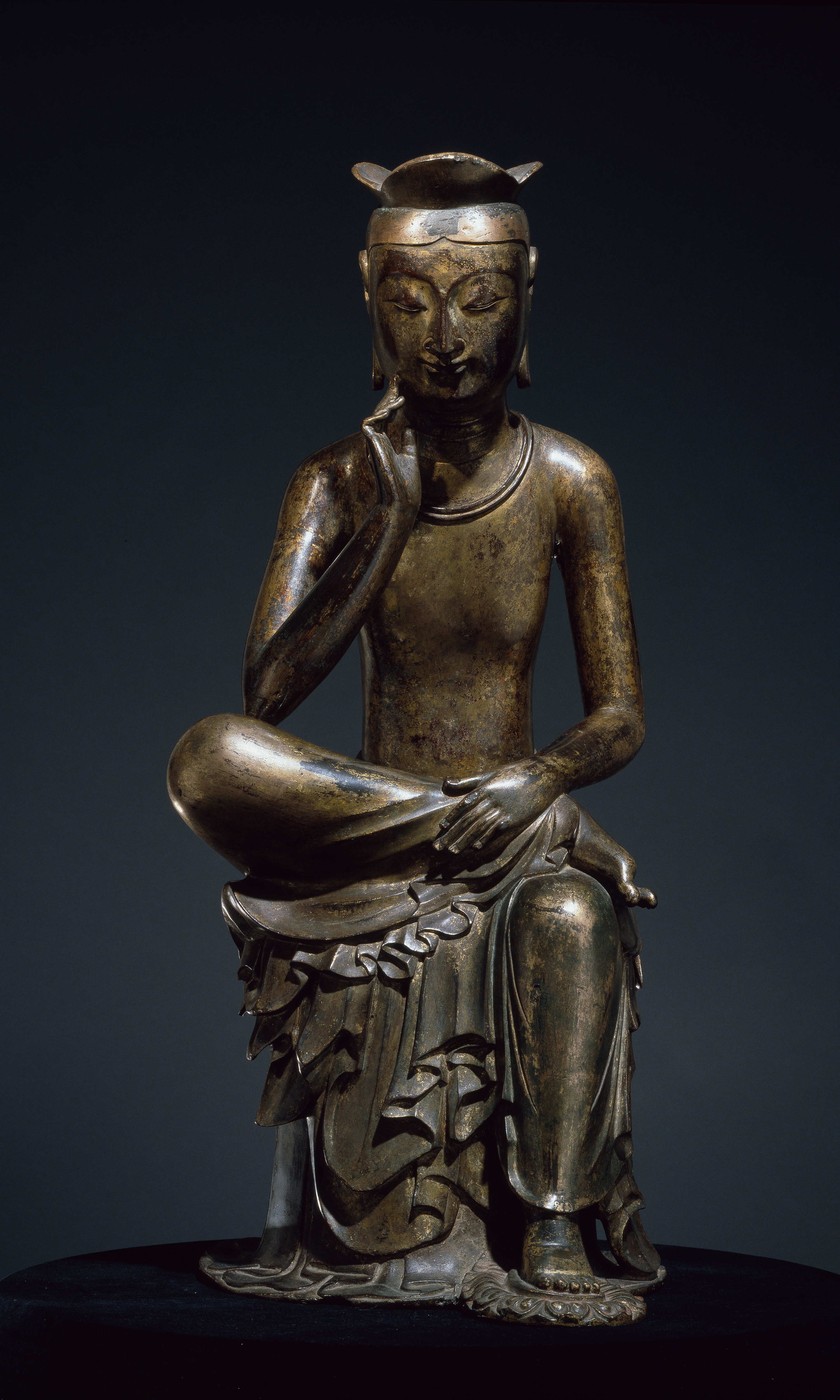
Bodhisattva contemplativo, século VII, Tesouro Nacional da Coreia nº 83 e uma das peças mais apreciadas pelo público.

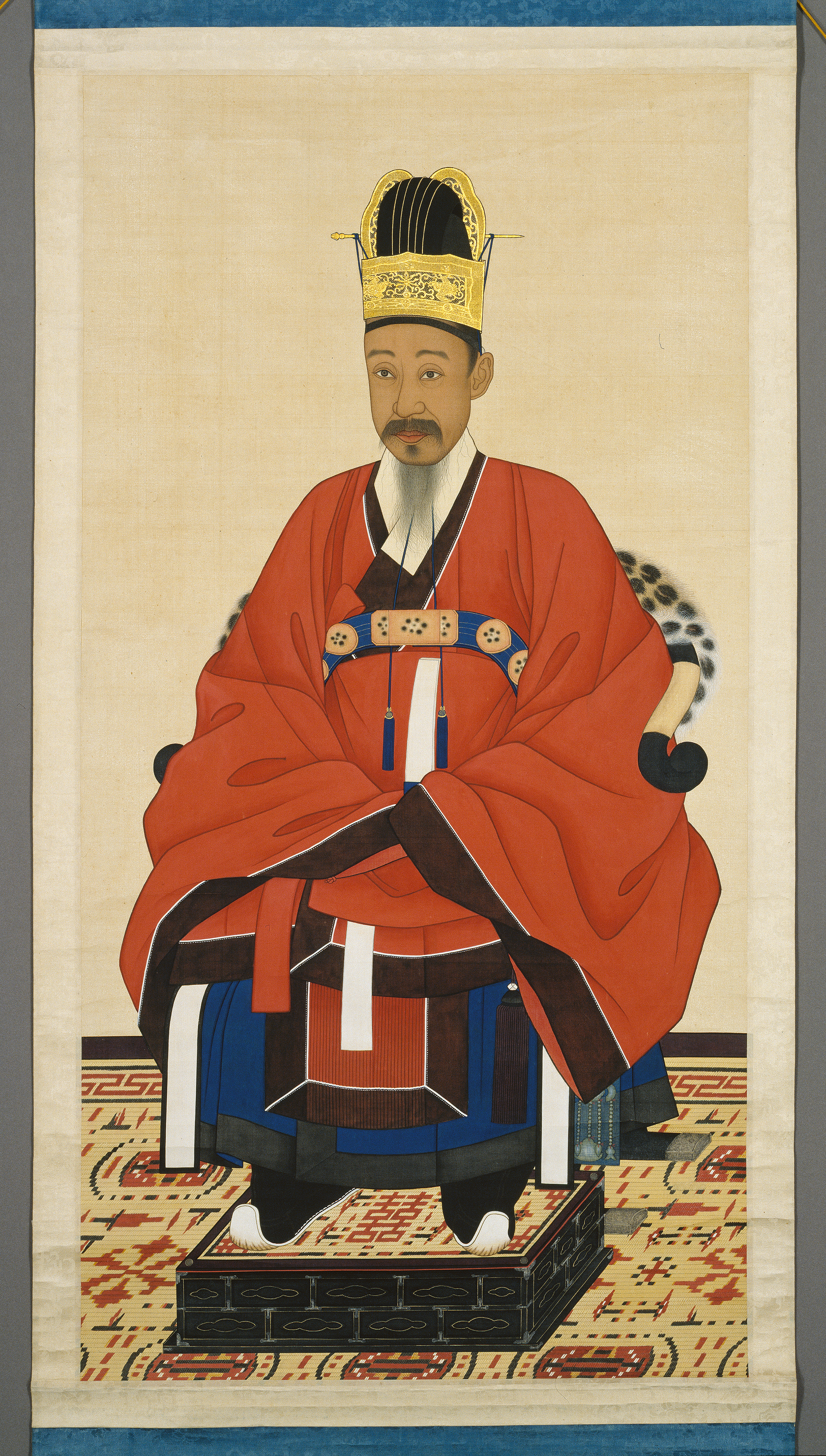
Yi Hancheol e Yu Sook: Retrato de Heungseon Daewongun, 1869.

O Museu Nacional da Coreia é o principal museu de arte e história da Coreia do Sul. Está localizado em Seul, no Parque da Família Yongsan. Seu acervo é formado por mais de 190 mil peças, e sua sede monumental, projetada por Chang-Il Kim em uma arquitetura moderna, mas inspirada nas antigas fortalezas coreanas, o torna o maior museu da Ásia e o sexto maior museu do mundo em área construída, tendo sido projetado para resistir a fogo e terremotos de magnitude 6 na escala Richter. Toda a sua museografia também é desenhada para resistir a abalos sísmicos, evitando danos às peças expostas.

## História
O Museu nasceu com a instalação em 1908 das coleções da Casa Imperial no Palácio Changgyeonggung, por ordem de Sunjong, o último imperador da dinastia Joseon, constituindo o primeiro museu a ser fundado na Coreia. Contando com o patrocínio imperial, o museu pôde iniciar uma série de aquisições de arte budista. O museu abriu ao público em 1909, ao mesmo tempo em que um jardim zoológico e um jardim botânico eram inaugurados no parque.
Durante a ocupação japonesa o museu foi rebatizado Museu da Casa Real Yi, e o governo japonês organizou a Feira de Produtos no Palácio Gyeongbokgung, que posteriormente viria a ser a sede do Museu do Governo Geral Japonês, com peças de arte e arqueologia, ocupando não só o Palácio Gyeongbokgung mas também uma série de outras alas e galerias anexas, e incorporando outras coleções históricas e artísticas da Coreia, sendo usado principalmente como parte da propaganda do governo de ocupação e não como centro de cultura.
Depois da II Guerra Mundial a coleção reunida pelo governo japonês foi reorganizada, assumindo o nome de Museu Nacional da Coreia, abrindo ao público ainda em 1945. No ano seguinte iniciou um programa de escavações arqueológicas, enquanto a Coleção da Casa Real Yi abria com o nome de Museu Deoksugung. Durante a Guerra da Coreia as 20 mil peças da sua coleção foram transferias para Busan a fim de garantir sua preservação, voltando a Seul em 1953 e sendo instaladas nos palácios Gyeongbokgung e Deoksugung, e para lá foram levados também os acervos do Museu Nacional do Folclore e do Museu Municipal Incheon.
Na década de 1960 o Museu Nacional iniciou um programa de itinerância de parte de sua coleção por várias capitais europeias e os Estados Unidos, com grande sucesso, o que contribuiu para aumentar o prestígio da instituição e fortalecê-la para um período de novo crescimento, principalmente após a devolução de um grande número de objetos confiscados pelo governo japonês e removidos do país, e com o acréscimo da coleção depositada no Museu Deoksugung.
Em uma fase de expansão, com a criação de novos laboratórios, programas de pesquisas, expedições de prospecção arqueológica e atividades multidisciplinares, na década de 1970 o museu inaugurou uma nova sede no complexo do Palácio Gyeongbokgung. A crescente importância do Museu Nacional nesta fase influenciou a criação de diversos outros museus regionais.
Em 1986 o Museu Nacional mudou-se para o antigo edifício do governo colonial japonês, Jungangcheong, possibilitando uma expansão e reorganização de suas coleções, bem como uma modernização em seus equipamentos e a criação de diversos outros programas educativos e científicos. A esta altura o Museu Nacional já possuía mais de 190 mil obras. Ali permaneceu até a demolição do edifício em 1995 e a construção da sede atual, reabrindo em 2005.

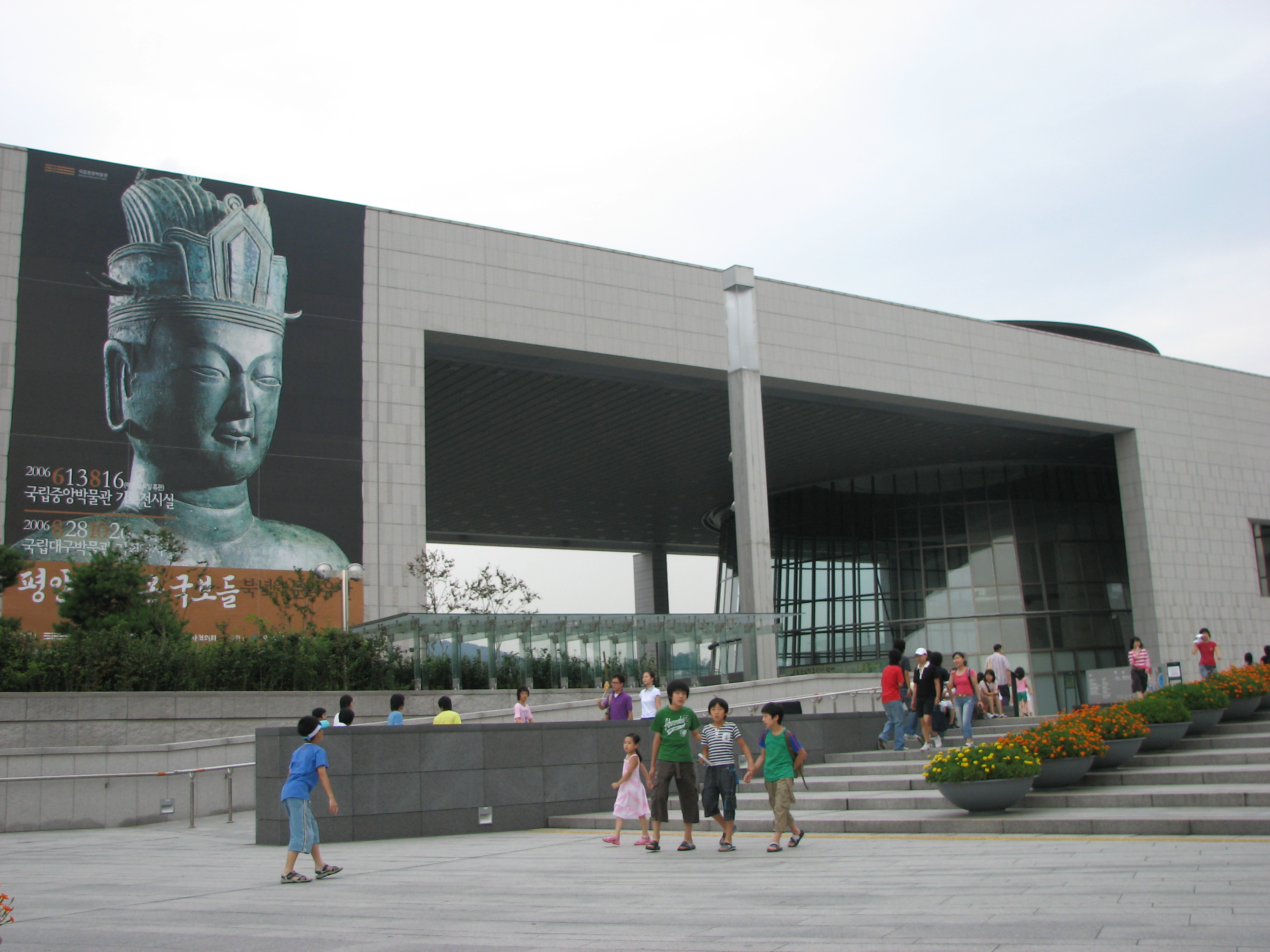
Vista parcial da sede atual do museu.

### Organização
A sede atual do Museu Nacional tem uma organização simbólica: a ala leste representa o passado, e a ala oeste significa o futuro. Seu primeiro piso abriga a Galeria Arqueológica, com cerca de 4 mil artefatos que datam desde o Paleolítico até à era Balhae, e a Galeria Histórica, com importante documentação e mapas, distribuídos em salas temáticas que formam um grande painel sobre a vida da Coreia.
O segundo pavimento é o local de exibição de peças de arte, organizadas nas salas de Pintura, Caligrafia, Pintura Budista e Arte em Madeira, e das doações, com mais de mil itens em caráter de miscelânea.
O terceiro piso tem uma outra Galeria de Arte, dedicada à escultura budista da Coreia e artes aplicadas, com as salas dedicadas ao Celadon, Metais, Porcelana Branca, Escultura Budista e Cerâmica Buncheong. No mesmo piso está instalada a Galeria de Arte Asiática, estabelecendo paralelos entre a arte de outros países do Oriente, incluindo exemplos da influência ocidental recebida através da Rota da Seda, e a arte produzida na Coreia. O Museu também reserva espaços para exposições temporárias de obras classificadas como Tesouro Nacional provenientes de museus regionais e da Coreia do Norte.

## Galeria

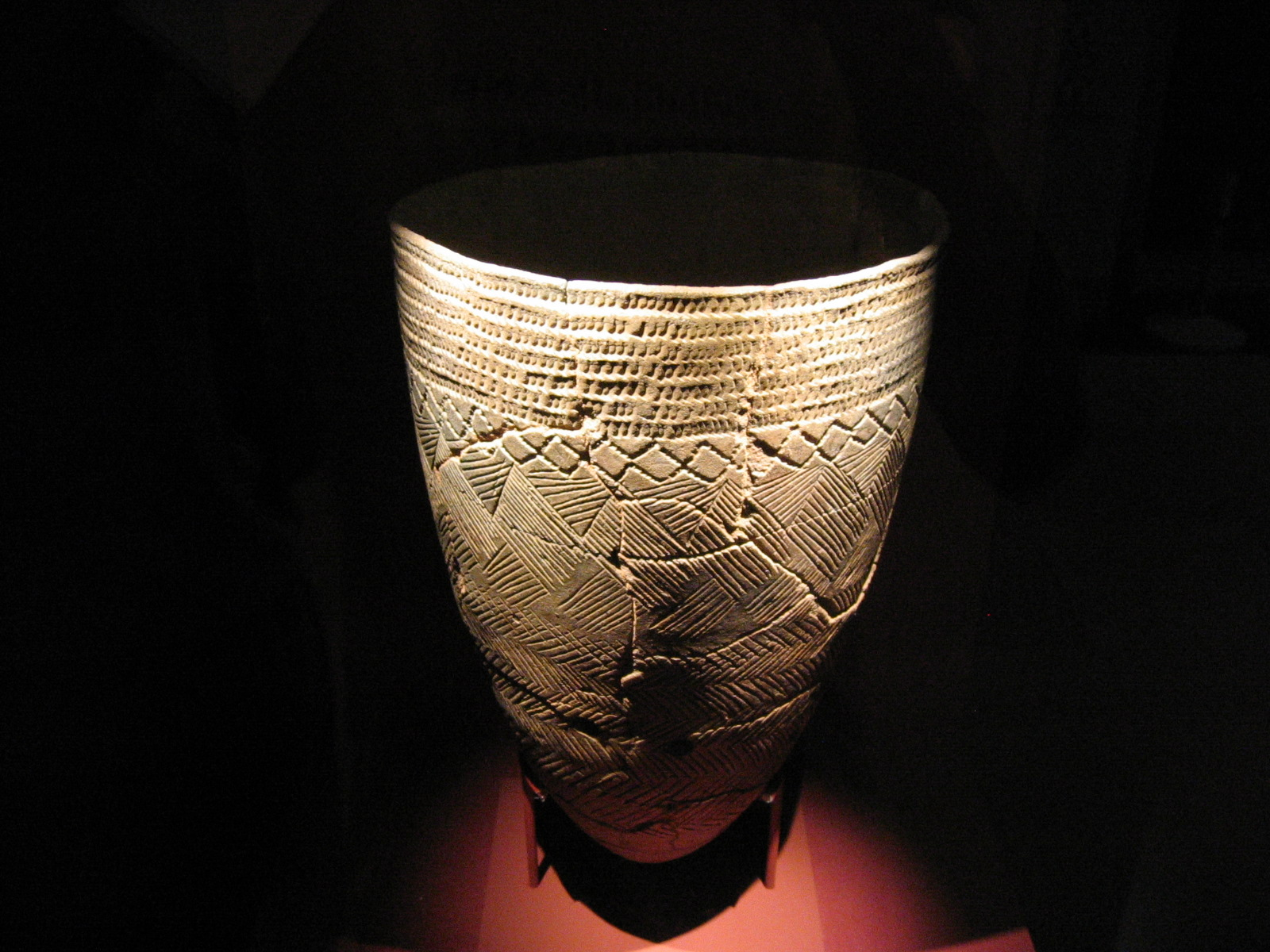
Vaso do Neolítico
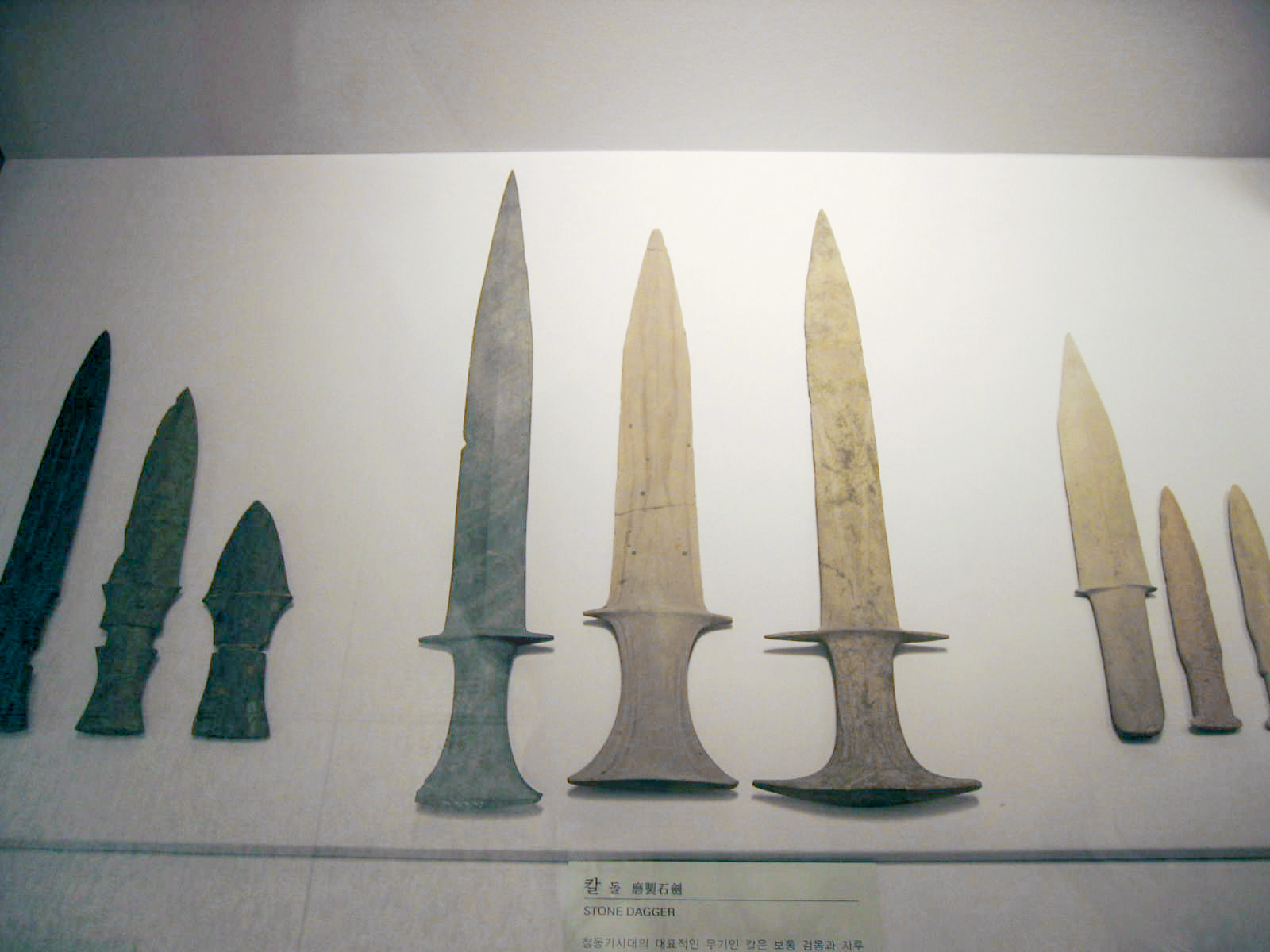
Armas da Idade do Bronze
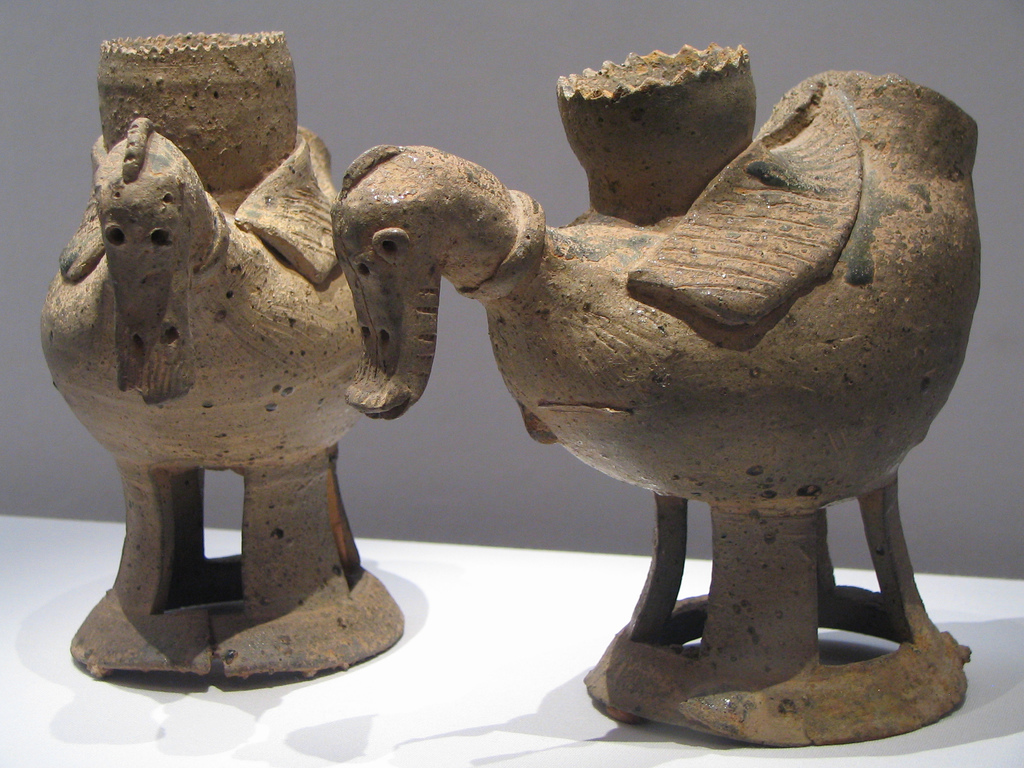
Cerâmica, século V-VI a.C. Gaya
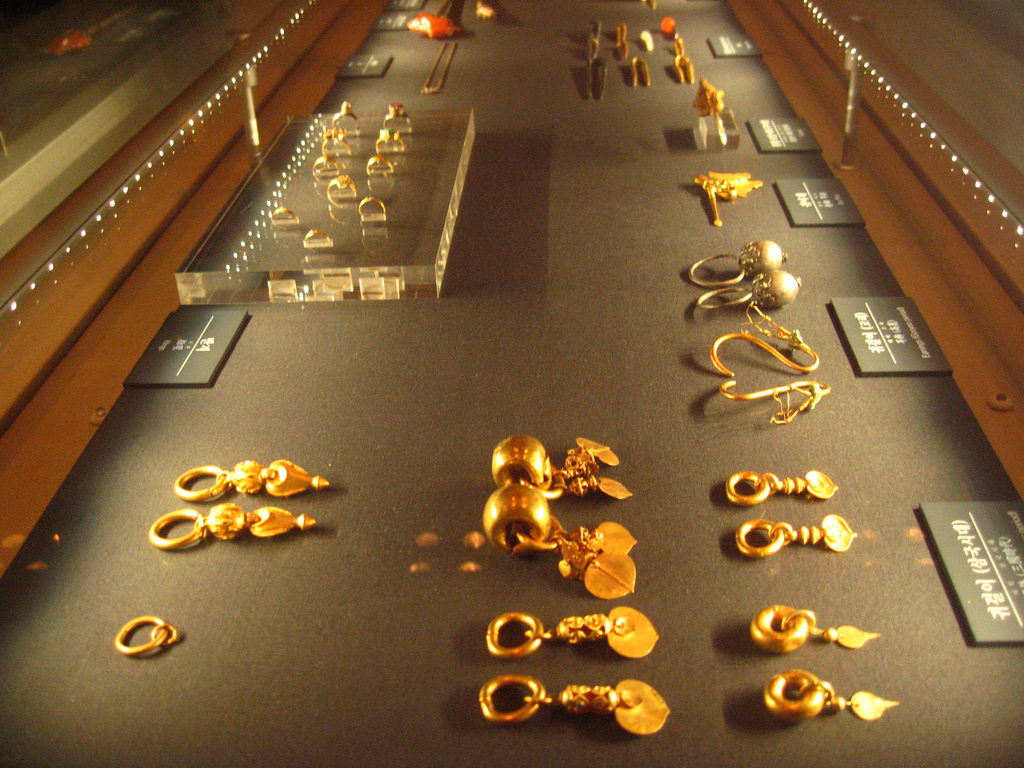
Ourivesaria do período dos Três Reinos
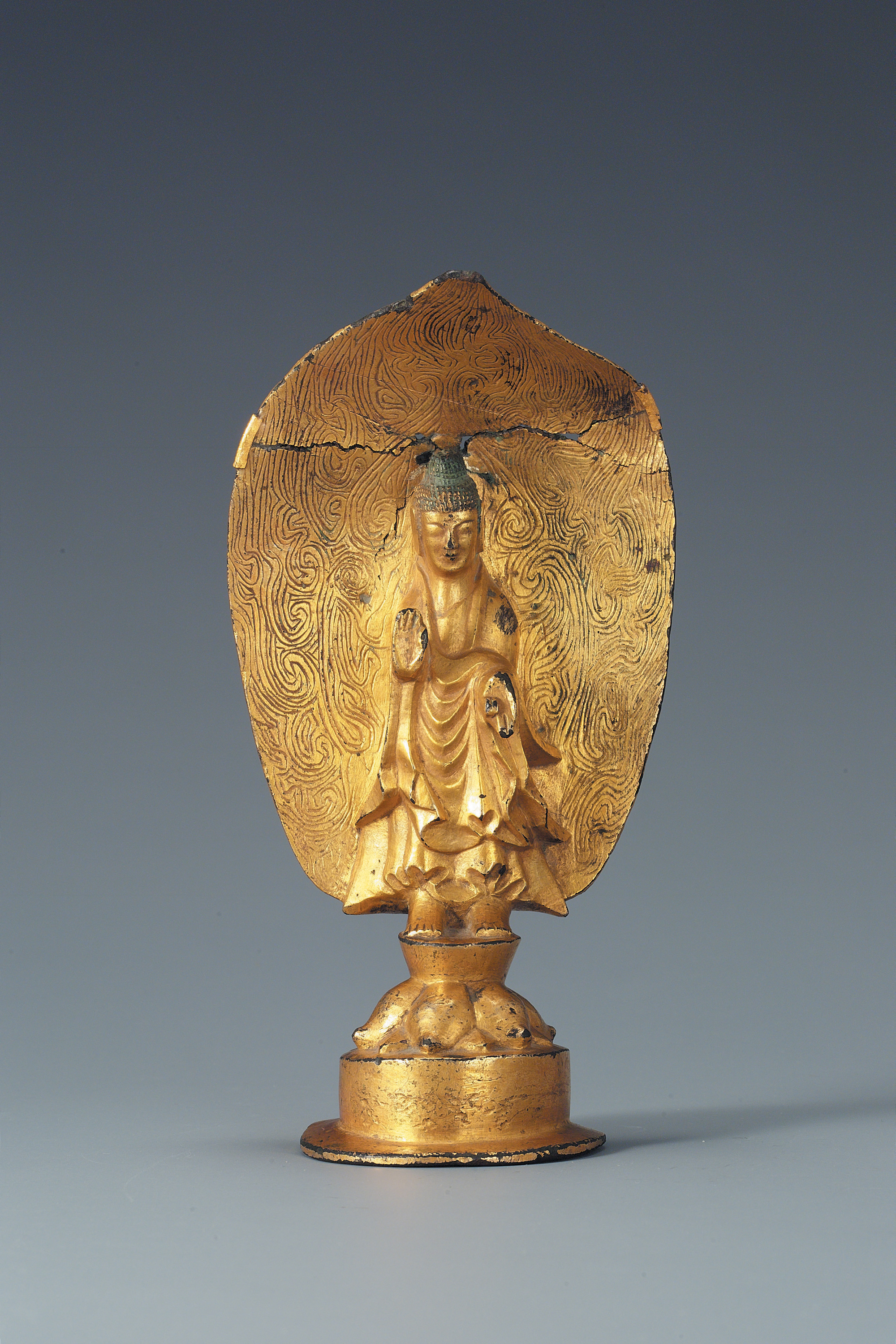
Buda, período Goguryeo, Tesouro Nacional nº 119
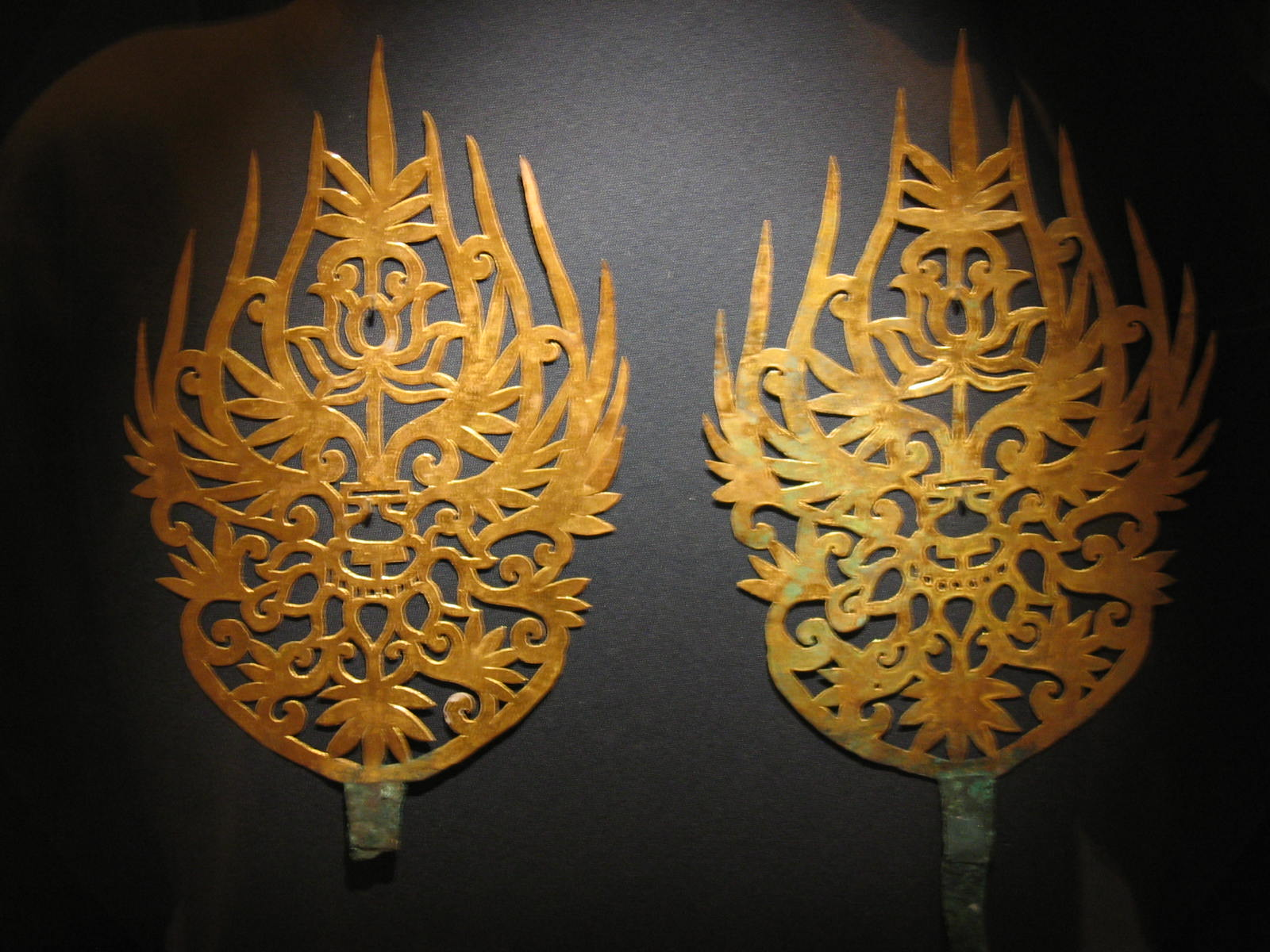
Coroas, reino Baekje, século VI, Tesouro Nacional nº 155
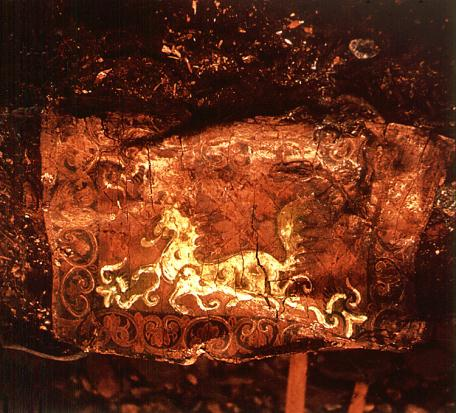
Pintura da Tumba do Cavalo Celeste, única pintura conhecida do reino Silla, Tesouro Nacional n° 207
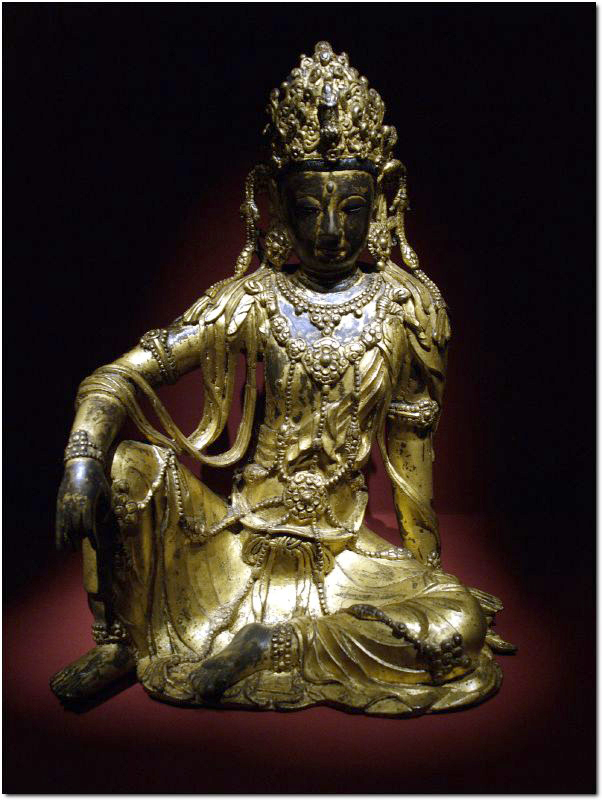
Buda, dinastia Goryeo
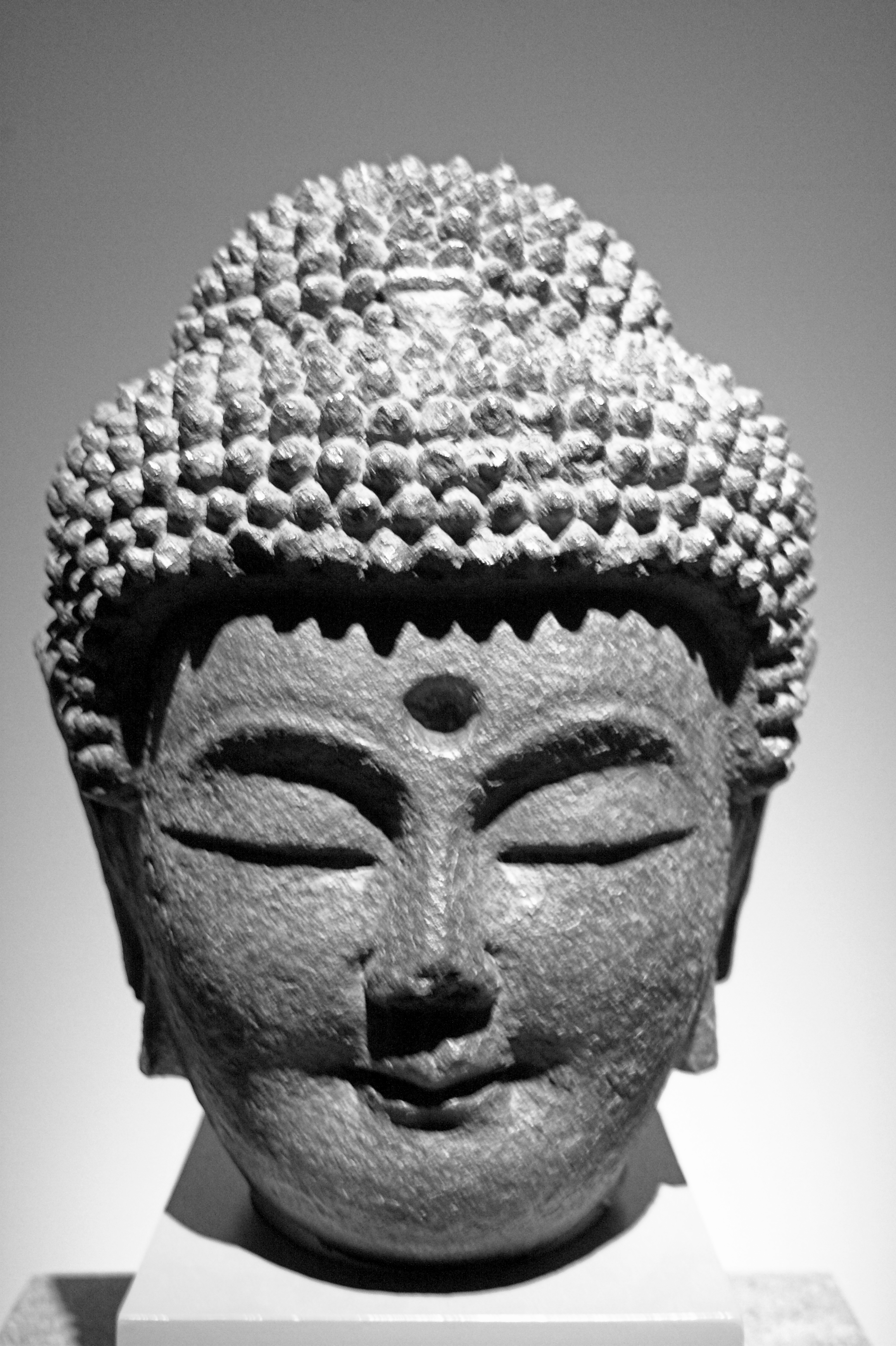
Cabeça de Buda, dinastia Koryo
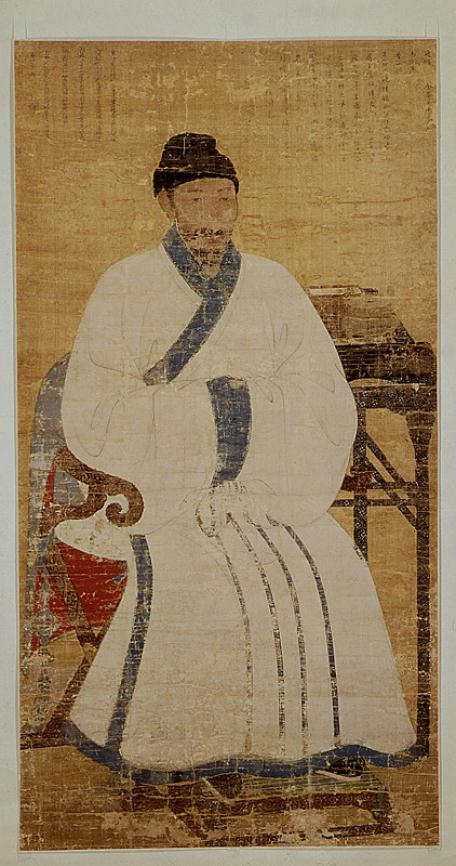
Retrato de Yi Jehyeon, c. 1319, Tesouro Nacional n° 110
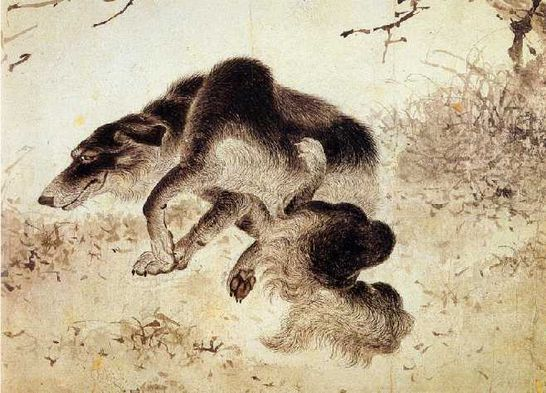
Kim Duryang: Cão se coçando, século XVIII
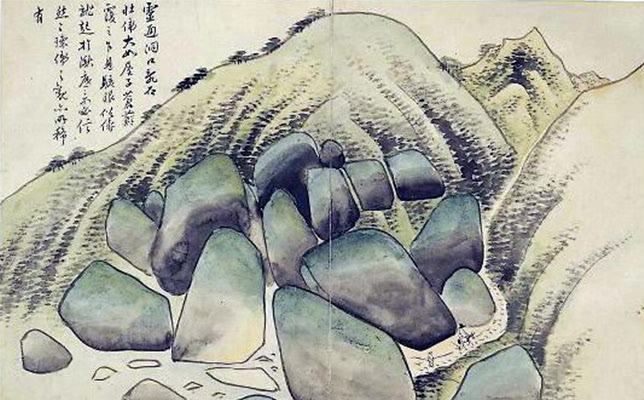
Kang Sehwang: Yeongtong donggudo, século XVIII, dinastia Joseon